# Das Maskenfest des Lebens
Das Maskenfest des Lebens ist ein deutsches Stummfilmmelodram aus dem Jahre 1918 mit Henny Porten in der Hauptrolle.

## Handlung
Jolanthe von Brissac ist die Hofdame einer Großherzogin. Diese wünscht, dass sie den Grafen Falken ehelicht, obwohl Jolanthe diesen nicht liebt. Nach kurzer Ehe verunglückt der Graf auf einer Jagd tödlich. Wenig später lernt Jolanthe bei einem Tanz einen anderen Mann kennen, der sich nicht zu erkennen gibt, da er zu diesem Zeitpunkt eine Maske trägt. Jolanthe ist fasziniert von diesem geheimnisvollen Fremden, lädt ihn zu einem Tee zu sich ein und gibt sich ihm schließlich hin. Sie ahnt nicht, dass der mysteriöse Unbekannte der Arzt Dr. Wolfgang Sanders ist.
Infolge dieses One-Night-Stands wird ein Kind geboren. Jolanthes Sohn ist vier Jahre alt, als er eines Tages schwer erkrankt. Besorgt verständigt seine Mutter sofort einen Arzt, der sich um ihren kleinen Rolf kümmert und dessen Leben rettet. Erst jetzt muss Jolanthe erkennen, dass es sich beim Arzt um ihre große Liebe und zugleich den Vater ihres Kindes handelt. Happy End.

## Produktionsnotizen
Das Maskenfest des Lebens passierte im August 1918 die Filmzensur und wurde am 30. August 1918 im Berliner Mozartsaal uraufgeführt. Der Film besaß vier Akte auf ursprünglich 1440 Metern Länge mit 75 Zwischentiteln. Ein Jugendverbot wurde erteilt. Bei der Neuzensur im Mai 1921 wurde der Film auf 1213 Meter heruntergekürzt.

## Kritik
In Paimann’s Filmlisten ist zu lesen: „Stoff sehr gut, Photos und Szenerie ausgezeichnet.“